# Арманд Ассанте
Арманд Ассанте (англ. Armand Assante; 4 жовтня 1949) — американський актор.

## Біографія
Арманд Ентоні Ассанте молодший народився 4 жовтня 1949 року в Нью-Йорку. Мати Кетрін Ассанте, вчитель музики і поетеса, батько Арманд Ентоні Ассанте старший, художник і живописець. Його батько італійського, а мати ірландського походження. Ассанте отримав театральну освіту в Американській академії драматичного мистецтва в Нью-Йорку.

## Кар'єра
Його першою появою на екрані була роль весільного гостя у фільмі «Лорди Флетбуша» (1974) з Генрі Вінклером і Сільвестром Сталлоне, потім після декількох появ у телевізійних «мильних операх» знову повернувся на широкий екран у фільмі «Райська алея» (1978). Він зіграв багатого француза, що спокусив героїню Голді Гоун в «Рядовий Бенджамін» (1980), зіграв детектива Майка Хаммера в «Я, суд присяжних» (1982) і Наполеона у фільмі «Наполеон та Жозефіна» (1987). У 90-х Ассанте з'являється у таких фільмах, як «Запитання та відповіді» (1990), «Королі Мамбо», «Гоффа» (1992). Ассанте знову з'явився на екрані із Сільвестром Сталлоне в адаптації футуристичної серії коміксів «Суддя Дредд» (1995), знявся з Демі Мур в «Стриптиз» (1996), а також блискуче зіграв головну роль у фільмі Андрія Кончаловского «Одіссея».

## Особисте життя
З 28 лютого 1982 по 1994 рік був одружений з Карен Ассанте, у них народилися дві доньки: Аня і Алессандра.

## Фільмографія
| Рік       |    | Українська назва                       | Оригінальна назва                          | Роль                                 |
| --------- | -- | -------------------------------------- | ------------------------------------------ | ------------------------------------ |
| 1974      | ф  | Лорди Флетбуша                         | The Lord's of Flatbush                     | весільний гість                      |
| 1974—1975 | с  | Як пережити шлюб                       | How to Survive a Marriage                  | Джонні Макгі                         |
| 1975—1977 | с  | Доктора                                | The Doctors                                | доктор Майк Пауерс 6                 |
| 1975      | тф | Щоденники першої леді: Рейчел Джексон  | First Ladies Diaries: Rachel Jackson       | Робардс                              |
| 1977      | с  | Коджак                                 | Kojak                                      | Том Раян                             |
| 1978      | тф | Людські почуття                        | Human Feelings                             | Джонні Тернер                        |
| 1978      | тф | Леді будинку                           | Lady of the House                          | Ернест де Пауло                      |
| 1978      | тф | Шейх Бадіяр. Історія кохання та помсти | The Pirate                                 | Ахмед                                |
| 1978      | ф  | Райська алея                           | Paradise Alley                             | Ленні Карбоні                        |
| 1979      | ф  | Пророцтво                              | Prophecy                                   | Джон Гоукс                           |
| 1979      | с  | Місіс Коломбо                          | Mrs. Columbo                               | Фредді Фауст                         |
| 1980      | тф | Софі Лорен: Її власна історія          | Sophia Loren: Her Own Story                | Ріккардо Скіколоне                   |
| 1980      | ф  | Маленькі спокусниці                    | Little Darlings                            | Гері                                 |
| 1980      | ф  | Рядовий Бенджамін                      | Private Benjamin                           | Анрі Алан Тремон                     |
| 1982      | ф  | Любов і гроші                          | Love & Money                               | Лоренцо Прадо                        |
| 1982      | ф  | Я, суд присяжних                       | I, the Jury                                | Майк Хаммер                          |
| 1983      | тф | Гнів ангелів                           | Rage of Angels                             | Майкл Моретті                        |
| 1984      | ф  | Невірно твоя                           | Unfaithfully Yours                         | Максимілліан Штайн                   |
| 1984      | тф | Чому я?                                | Why Me?                                    | доктор Джеймс Старлінг               |
| 1985      | тф | Вічнозелений                           | Evergreen                                  | Джозеф Фрідман                       |
| 1986      | тф | Смертельний бізнес                     | A Deadly Business                          | Чарльз Макалузо                      |
| 1986      | ф  | Белізейр каджум                        | Belizaire the Cajun                        | Белізейр Бро                         |
| 1987      | тф | Незнайомець у моєму ліжку              | Stranger in My Bed                         | Гел Слейтер                          |
| 1987      | тф | Руки незнайомця                        | Hands of a Stranger                        | Джо Герн                             |
| 1987      | тф | Наполеон та Жозефіна                   | Napoleon and Josephine: A Love Story       | Наполеон                             |
| 1988      | ф  | Розкаюваний                            | The Penitent                               | Хуан Матео                           |
| 1988      | с  | Джек-Різник                            | Jack the Ripper                            | Річард Мейнсфілд                     |
| 1989      | тф | Пристрасть і рай                       | Passion and Paradise                       | Альфред де Маріні                    |
| 1989      | ф  | Поведінка тварин                       | Animal Behavior                            | Марк Матіас                          |
| 1990      | ф  | Запитання та відповіді                 | Q & A                                      | Роберто «Боббі Текс» Тексадор        |
| 1990      | ф  | Вічність                               | Eternity                                   | Ромі / Шон                           |
| 1991      | ф  | Звичка одружуватися                    | The Marrying Man                           | Магсі Сігел                          |
| 1991      | тф | Лихоманка                              | Fever                                      | Рей                                  |
| 1992      | ф  | Королі Мамбо                           | The Mambo Kings                            | Цезар Кастілльо                      |
| 1992      | ф  | 1492: Завоювання раю                   | 1492: Conquest of Paradise                 | Санчес                               |
| 1992      | ф  | Гоффа                                  | Hoffa                                      | Керол Д'Аллесандро                   |
| 1993      | ф  | Фатальний інстинкт                     | Fatal Instinct                             | Нед Рейвін                           |
| 1994      | тф | Сліпе правосуддя                       | Blind Justice                              | Кенан                                |
| 1994      | ф  | Суд присяжних                          | Trial by Jury                              | Расті Піроне                         |
| 1995      | ф  | Суддя Дредд                            | Judge Dredd                                | Ріко                                 |
| 1995      | тф | Викрадений                             | Kidnapped                                  | Алан Брек Стюарт                     |
| 1996      | ф  | Стриптиз                               | Striptease                                 | лейтенант Аль Гарсія                 |
| 1996      | тф | Готті                                  | Gotti                                      | Джон Готті                           |
| 1997      | тф | Одіссея                                | The Odyssey                                | Одіссей                              |
| 1999      | тф | Підводний човен                        | The Hunley                                 | лейтенант Джордж Діксон              |
| 1999      | мф | Раші: Світло після середньовіччя       | Rashi: A Light After the Dark Ages         | Чорнильна людина                     |
| 2000      | мф | Дорога на Ельдорадо                    | The Road to El Dorado                      | Тзекел-Кан                           |
| 2000      | тф | На останньому березі                   | On the Beach                               | командер Дуайт Тауерс                |
| 2000      | ф  | В очікуванні луни                      | Looking for an Echo                        | Вінс «Вінні» Піреллі                 |
| 2001      | ф  | Остання втеча                          | Last Run                                   | Френк Банер                          |
| 2001      | ф  | Одноокий король                        | One Eyed King                              | Голлі                                |
| 2001      | тф | Після шторму                           | After the Storm                            | Жан-П'єр                             |
| 2002      | тф | Федеральний захист                     | Federal Protection                         | Френк Карбоні / Говард Ейкерс        |
| 2002      | с  | Поштовх, Невада                        | Push, Nevada                               |                                      |
| 2002      | ф  | Партнери в дії                         | Partners in Action                         | Джек Каннінгем                       |
| 2003      | ф  | Дика вдача                             | Tough Luck                                 | Айк                                  |
| 2003      | ф  | Вердикт народу                         | Citizen Verdict                            | Сем Паттерсон                        |
| 2003      | ф  | Наслідки                               | Consequence                                | Сем Тайлер / Макс Тайлер / Сем Бернс |
| 2005      | ф  | Ворог суспільства                      | Ennemis publics                            |                                      |
| 2005      | ф  | Смерть онлайн                          | Dot.Kill                                   | детектив Чарлі Дейнес                |
| 2005      | ф  | Справжнє чарівництво                   | The Third Wish                             | Бенефактор                           |
| 2005      | ф  | Дзеркальні війни. Віддзеркалення перше | Зеркальные войны. Отражение первое         | Йорк                                 |
| 2005      | ф  | Гроші на двох                          | Two for the Money                          | Новіан                               |
| 2005      | ф  | Зізнання вуличного бійця               | Confessions of a Pit Fighter               | Ардженто                             |
| 2005      | тф | Пасажири                               | The Commuters                              | Дональд                              |
| 2006      | с  | Швидка допомога                        | ER                                         | Річард Елліот                        |
| 2006      | ф  | Шалені гроші                           | Funny Money                                | Дженеро                              |
| 2006      | ф  | Стеження                               | Surveillance                               | Гарлі                                |
| 2006      | ф  | Північ душ                             | Soul's Midnight                            | Саймон                               |
| 2006      | ф  | Зниклий                                | Dead Lenny                                 | Тоні Тік                             |
| 2007      | ф  | Останній бій Казанови                  | Casanova's Last Stand                      | Себастіан Марр                       |
| 2007      | ф  | Мексиканський світанок                 | Mexican Sunrise                            | Сальвідар                            |
| 2007      | ф  | Мрії про Каліфорнію                    | California Dreamin' (Nesfarsit)            | капітан Даг Джонс                    |
| 2007      | ф  | Коли Ніцше плакав                      | When Nietzsche Wept                        | Ніцше                                |
| 2007      | ф  | Діти з воску                           | Children of Wax                            | Кемаль                               |
| 2007      | ф  | Гангстер                               | American Gangster                          | Домінік Каттано                      |
| 2007      | с  | Морська поліція: Спецпідрозділ         | NCIS: Naval Criminal Investigative Service | Ла Гренуй                            |
| 2008      | с  | Дорога в осінь                         | October Road                               | Габріель Діаз                        |
| 2008      | ф  | Розплата кров'ю                        | The Man Who Came Back                      | Емос                                 |
| 2008      | тф | Зграя акул                             | Shark Swarm                                | Гамільтон Люкс                       |
| 2009      | тф | Заблудші                               | The Lost                                   | Кевін                                |
| 2009      | ф  | Парниковий експеримент                 | The Steam Experiment                       | детектив Манчіні                     |
| 2009      | ф  | Лінія                                  | La linea                                   | Падре Антоніо                        |
| 2009      | ф  | Посмішка                               | Smile                                      | Толлінджер                           |
| 2009      | ф  | Чиказькі похорони                      | Chicago Overcoat                           | Стефано Д'Агностіно                  |
| 2009      | ф  | Стікаючий кров'ю                       | The Bleeding                               | Джейк Пламмер                        |
| 2009      | ф  | Точка розлому                          | Breaking Point                             | Марті Берлін                         |
| 2010      | ф  | Убивця за покликанням                  | Killer by Nature                           | Юджин Бренч                          |
| 2010      | ф  | Тіні в раю                             | Shadows in Paradise                        | капітан Джон Сантос                  |
| 2010      | с  | Жива мішень                            | Human Target                               | Жубер                                |
| 2010      | с  | Чак                                    | Chuck                                      | Прем'єр Алехандро Гойя               |
| 2010      | ф  | Убивство у Вегасі                      | Magic Man                                  | Тапер                                |
| 2011      | ф  | Джессі                                 | Jesse                                      | Домінік                              |
| 2011      | ф  | Повернення Джо Ріка                    | The Return of Joe Rich                     | дядя Дом                             |
| 2011      | ф  | Гвідо                                  | Guido                                      |                                      |
| 2012      | ф  | Ніч ніколи не спить                    | The Night Never Sleeps                     | інспектор Романеллі                  |
| 2013      | ф  | Одним менше                            | Dead Man Down                              | Лон Гордон                           |
| 2013      | кф | Виправлення                            | The Fix                                    | Вінсент                              |
| 2013      | ф  | Козоріг                                | Goat                                       | Джозеф Балдано старший               |
| 2013      | ф  | Передбачуваний вбивця                  | Assumed Killer                             | Аарон Бенфілд                        |
| 2014      | ф  | У період між роботою                   | In Between Engagements                     | Алонзо                               |
| 2014      | ф  | До зустрічі в Монтевідео!              | Montevideo, vidimo se!                     | Гочкінс                              |
| 2014      | ф  | Полювання за примарою                  | Hunting the Phantom                        | Чарльз Інгрім                        |
| 2014      | ф  |                                        | A Fine Step                                | Алехандро Болівар                    |
| 2014      | ф  | Чарлі Мантл                            | Charlie Mantle                             | інспектор Беннетт                    |
| 2015      | ф  | Весь світ у наших ніг                  | The Whole World at Our Feet                | Мусса                                |
| 2015      | с  | Закон і порядок: Спеціальний корпус    | Law & Order: Special Victims Unit          | Ніколас Амаро                        |
| 2015      | ф  | Листя з дерева                         | Leaves of the Tree                         | Джо Буффа                            |
| 2015      | ф  | Паяльна лампа                          | Blowtorch                                  | Канарсі                              |
| 2015      | ф  | Сицилійський вампір                    | Sicilian Vampire                           | Вінс                                 |
| 2015      | ф  | Війна Джо                              | Joe's War                                  | доктор Галанте                       |
| 2015      | ф  | Мінков                                 | Minkow                                     | Джеррі Саксон                        |
| 2015      | ф  | Діти проти монстрів                    | Kids vs Monsters                           | Деміан                               |
| 2015      | ф  |                                        | Blind Pass                                 | Річард Джеймс                        |